# Miesbach
Miesbach är en stad i Landkreis Miesbach i Regierungsbezirk Oberbayern i förbundslandet Bayern i Tyskland. Staden är huvudort i Landkreis Miesbach.